# Boeckella calcaris
Boeckella calcaris és una espècie de crustaci copèpode de la família dels centropàgids. Viu en dos cossos d'aigua de poca profunditat, un a Bolívia i l'altre al Perú.